# Pływanie na Letnich Igrzyskach Olimpijskich 1904 – 1 mila stylem dowolnym mężczyzn
Konkurencja pływacka 1 mila stylem dowolnym na Letnich Igrzyskach Olimpijskich 1904 w Saint Louis odbyła się 6 września 1904 r. Uczestniczyło w niej 7 pływaków z 5 państw.

## Wyniki
| Poz. | Zawodnik       | Wynik   | Uwagi |
| ---- | -------------- | ------- | ----- |
| 1.   | Emil Rausch    | 27:18,2 |       |
| 2.   | Géza Kiss      | 28:28,2 |       |
| 3.   | Francis Gailey | 28:54,0 |       |
| 4.   | Otto Wahle     | b.d.    |       |
| -    | John Meyers    | –       | DNF   |
| -    | Louis Handley  | –       | DNF   |
| -    | Edgar Adams    | –       | DNF   |